# Autocharis ignealis
Autocharis ignealis là một loài bướm đêm trong họ Crambidae.